# Handelsskole
For Handelsskoler på universitetsniveau, se Handelshøjskole
En Handelsskole er en uddannelsesinstitution, der tilbyder de gymnasielle uddannelser Højere handelseksamen (HHX). Handelsskolernes grundforløb (HG) er dog kun en grunduddannelse af handelsskolen og ikke en del af handelsskolen. Derudover er der videregående uddannelser som også er underkategorier til handelsskolen. I modsætning til i det almene gymnasium er der obligatorisk undervisning i emner som økonomi, marketing, organisationsteori og kvantitativ analyse.

## Danske handelsskoler
| - Holbæk Handelsskole - Handelsskolen i Ishøj og Taastrup - Kalundborg Handelsskole - U/NORD - Køge Handelsskole - Lollands Handelsgymnasium - Niels Brock Copenhagen Business College - Handelsskolen Nykøbing-Falster - Ringsted-Sorø Handelsskole - Roskilde Handelsskole - Slagelse Handelsskole - Handelsskolen Sjælland Syd - Vestegnens Handelsskole - Fredericia-Middelfart Handelsskole - Nyborg-Kerteminde Handelsskole - Vestfyns Handelsskole - Svendborg Handelsskole - Niuernermik Ilinniarfik | - Esbjerg Handelsskole - Middelfart Handelsskole - Frederikshavn Handelsskole - Grenaa Handelsskole - Grindsted Erhvervsskole - Haderslev Handelsskole - Handelsgymnasiet (Mariager) - Holstebro Handelsskole - Horsens Handelsskole - Købmandsskolen Aabenraa - Lemvig Handelsskole - Mommark Handelskostskole - Nordvestjysk Handelsgymnasium - Randers Handelsskole - Ribe Handesskole - Ringkøbing Handelsskole - Silkeborg Handelsskole - Skanderborg-Odder Handelsskole - Skive Handelsskole - Struer Erhvervsskole - Sønderborg Handelsskole - Thisted Handelsskole - Tønder Handelsskole - Varde Handelsskole - Vejen Handelsskole - Vejle Handelsskole - Vestjydsk Handelsskole og Handelsgymnasium - Viborg Handelsskole - Aabenraa Købmandsskole - Aalborg Handelsskole - Århus Købmandsskole |

| Skole | Spire Denne artikel om en skole, en uddannelsesinstitution eller uddannelse er en spire som bør udbygges. Du er velkommen til at hjælpe Wikipedia ved at udvide den. |